# Charoides hebes
Charoides hebes là một loài bọ cánh cứng trong họ Cerambycidae.